# Ragnar Thoursie

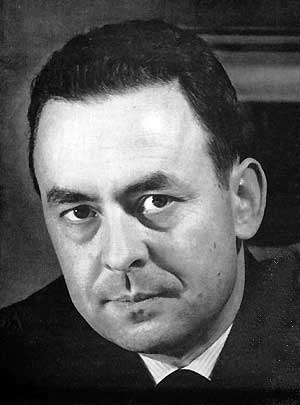

Ragnar Thoursie (* 30. September 1919 in Katrineholm; † 12. Juli 2010) war ein schwedischer Schriftsteller.

## Leben
Ragnar Thoursie studierte an der Universität Stockholm Deutsch, Psychologie und Religion. 1945 debütierte er mit der Gedichtsammlung Emaljögat (Das Glasauge), die als wichtiger Beitrag zur modernen schwedischen Dichtung begrüßt wurde. In einem weiteren Lyrikband Nya sidor och dagsljus (Neue Seiten und Tageslicht), der 1952 erschien

„verwirklichte er seine poetische Intention, «das Nächstliegende und daher Unbeachtete zu entdecken»; mit den Augen des ‚Scherenschleifers‘ betrachtet er die Dinge und zaubert eine sehr reale Vorortexistenz im Zeichen des friedvollen schwedischen Alltags hervor.“

Bis zum Jahr 1957 veröffentlichte er mehrere Lyrikbände; sein Modernismus beeinflusste unter anderem Tomas Tranströmer, Folke Isaksson und Kristina Lugn. Reisen durch die Trümmerlandschaft des verwüsteten Nachkriegs-Europas machten ihn zu einem überzeugten Sozialisten. Er wollte mithelfen, eine ideale und gerechte Gesellschaft zu schaffen und ging in den Öffentlichen Dienst. Während der Zeit, in der er sich bis zu seiner Pensionierung als Beamter mit Arbeitsmarktpolitik beschäftigte, war er schriftstellerisch nicht tätig. Später veröffentlichte er erneut Lyrik und seine Autobiografie. Neben zwei Bänden mit Kindheitserinnerungen kam 2003 Elefantsjukan. Berättelser från byråkratin (Elefantenkrankheit. Geschichten aus der Bürokratie) heraus, wo er ironisch mit der Sozialdemokratie abrechnet, die ihre Ideale verraten hat.
Im Altenheim schrieb er seine letzte Gedichtsammlung, die 2009 unter dem Titel Sånger från äldreomsorgen (Gesänge von älteren Menschen) erschien. Thema dieser prosanahen Lyrik sind unter anderem die Betreuer, Erinnerungen an seine Eltern, das Älterwerden und die Angst vor dem Tod. Er widmete dieses Werk „den mutigen Mitarbeitern der Altenpflege“.
Zu Thoursies Bekanntenkreis gehörte die in Schweden lebende deutsche Schriftstellerin Nelly Sachs. Der schwedische Ministerpräsident Olof Palme zitierte mehrmals in seinen Reden Teile eines Gedichtes von Thoursie.
Ragnar Thousie erhielt zahlreiche Preise, unter anderen den Literaturpreis von Svenska Dagbladet (1952), den Bellman-Preis (1987), den Tegnér-Preis (1997) und den Preis der Akademie für Literatur Samfundet De Nio (2001).

## Werke
- 1945: Emaljögat (Lyrik)
- 1952: Nya sidor och dagsljus (Lyrik)
- 1957: Mod att leva (Lyrik)
- 1987: Den nya människan (Lyrik)
- 1989: Kråkorna skrattar (Lyrik)
- 2001: Ditt ord är ljus (Autobiografie)
- 2003: Elefantsjukan (Autobiografischer Roman)
- 2004: En öppen stad, ej en befästad, bygger vi gemensamt (Lyrik)
- 2007: Igelkottsfrid (Autobiografie)
- 2009: Sånger från äldreomsorgen (Lyrik)